# ارنست مسرشمید
ارنست مسرشمید (به انگلیسی: Ernst Messerschmid) فضانورد اهل کشور آلمان است که در ۲۱ مهٔ ۱۹۴۵ میلادی در رویتلینگن زاده شد. وی در مأموریت اس‌تی‌اس-۶۱-ای حضور داشته است.